# Junior Boy's Own
Junior Boy's Own is een Brits platenlabel dat gespecialiseerd was in het uitgeven van housemuziek. Het label bracht in de jaren negentig platen uit van acts als Underworld, Heller & Farley en Chemical Brothers. Ondanks het grote succes is het altijd een klein label gebleven met slechts een handvol mensen in dienst.

## Geschiedenis
De oorsprong van het label begon bij het magazine Boy's Own dat vrienden Andrew Weatherall, Cymon Eckel, Steve Mayes, Pete Heller en Terry Farley in 1986 oprichtten. Dit magazine had het nachtleven van Londen als doelgroep. Het magazine zou tot 1992 doorlopen. In 1990 werden de activiteiten uitgebreid naar een platenlabel met de naam Boy's Own Recordings. Dit geleid door Weatherall, Farley en Steve Hall. Daar verschenen singles van de heren zelf, zoals het project Bocca Juniors, waarvan het nummer Raise de eerste plaat op het label was. In 1993 verliet Wheatherall het label vanwege andere ambities. Het label werd hernoemd naar Junior Boy's Own. Ook werd het sublabel Jus' Trax opgericht, dat meer op de undergroundcultuur was gericht. In 1993 tekende Underworld en brak door met het album Dubnobasswithmyheadman (1993). De Chemical Brothers waren eveneens een succesvolle aanwinst voor het label met Exit Planet Dust (1995), hoewel deze act het label daarna verliet voor een grotere platenmaatschappij. Na 2000 zakte de activiteit van het label in. Wel werden er nog platen op het sublabel Junior London uitgebracht. In 2009 werden de nummers van het magazine opnieuw gedrukt en in een verzamelband uitgebracht.

## Artiesten die werk uitbrachten op (Junior) Boys Own
- Andrew Weatherall
- Heller & Farley
- X-Press 2
- Underworld
- Chemical Brothers
- One Dove
- Futureshock
- Regular Fries

## Bekende platen van (Junior) Boys Own
- DSK - What Would We Do, 1991
- X-Press 2 - Muzik X-press, 1992
- One Dove - Breakdown, 1993
- X-Press 2 - London X-press, 1993
- Lemon Interrupt - Dirty, 1993
- Underworld - Rez, 1993
- Fire Island - There But For The Grace Of God, 1993
- Underworld - Dark & Long, 1994
- Chemical Brothers ft. Tim Burgess - Life is Sweet, 1995
- Underworld - Born Slippy, 1995
- Underworld - Push Upstairs, 1999
- Futureshock - On My Mind 2003

## Artiestenalbums uitgebracht op (Junior) Boys Own
- Denim - Back in Denim, 1992
- One Dove - Morning Dove White, 1992
- Underworld - Dubnobasswithmyheadman, 1993
- Chemical Brothers - Exit Planet Dust, 1995
- Black Science Orchestra - Walters Room, 1996
- Underworld - Second Toughest In The Infants, 1996
- Regular Fries - Accept The Signal, 1998
- Swag - Collected Works 1995-1998, 1998
- Underworld - Beaucoup Fish, 1999
- Abraham - On The Surface, 2001
- Underworld -  A Hundred Days Off, 2002
- Underworld -  1992-2002, 2003